# Физика на елементарните частици
Физика на елементарните частици е дял на физиката, занимаващ се с градивните елементи на материята и лъченията, т.нар. елементарни частици, както и взаимодействията помежду им. Още се нарича физика на високите енергии, защото учените използват високоенергийни ускорители за изучаване на частиците. Според сегашните разбирания, елементарните частици са възбуждания на квантови полета, които също имат свои взаимодействия. Общоприетата теория, която обяснява въпросните частици и полета, заедно с тяхната динамика, се нарича стандартен модел. Оттук, съвременната физика на елементарните частици най-често изследва стандартния модел и неговите различни възможни разширения, например до най-новата открита частица, Хигс бозона, или до най-старото известно силово поле, гравитацията.

## Субатомни частици
|                                        | Видове                                 | Поколения                              | Античастица                            | Цветове                                | Общо |
| -------------------------------------- | -------------------------------------- | -------------------------------------- | -------------------------------------- | -------------------------------------- | ---- |
| Кварки                                 | 2                                      | 3                                      | Двойка                                 | 3                                      | 36   |
| Лептони                                | 2                                      | 3                                      | Двойка                                 | Няма                                   | 12   |
| Глуони                                 | 1                                      | 1                                      | Себе си                                | 8                                      | 8    |
| Фотон                                  | 1                                      | 1                                      | Себе си                                | Няма                                   | 1    |
| Z бозон                                | 1                                      | 1                                      | Себе си                                | Няма                                   | 1    |
| W бозон                                | 1                                      | 1                                      | Двойка                                 | Няма                                   | 2    |
| Хигс бозон                             | 1                                      | 1                                      | Себе си                                | Няма                                   | 1    |
| Общ брой известни елементарни частици: | Общ брой известни елементарни частици: | Общ брой известни елементарни частици: | Общ брой известни елементарни частици: | Общ брой известни елементарни частици: | 61   |

Съвременната физика на частиците се фокусира върху субатомните частици, включвайки съставни части на атома като електрони, протони и неутрони, произведени от радиоактивни и разсейващи процеси, както и фотони, неутрони, мюони и широк набор от екзотични частици. Динамиката на частиците се подчинява на квантовата механика; те проявяват корпускулярно-вълнов дуализъм, имайки поведение на частица при някои експериментални условия и поведение на вълна в други. Казано с по-технически думи, те се описват от квантовото състояние на вектори в Хилбертово пространство, което се изследва в квантовата теория на полето. Следвайки конвенцията на физиката на частиците, терминът елементарна частица се прилага за тези частици, които се считат за неразделими и не са съставени от други частици.
Всичките известни частици и техните взаимодействия могат да бъдат описани почти изцяло от квантовата теория на полето. Стандартният модел съдържа 61 елементарен частици. Тези елементарни частици могат да се комбинират, за да образуват сложни частици, така създавайки стотиците други видове частици, открити след 60-те години на 20 век. Стандартният модел е съвместим с почти всички проведени експериментални тестове. Все пак, повечето физици на елементарните частици смятат, че той е незавършено описание на природата и че още по-основна теория чака своето откриване.

## История
Идеята, че цялата материя е съставена от елементарни частици, датира още от VI век пр.н.е. През XIX век Джон Далтон чрез работата си върху стехиометрията стига до заключението, че всеки химичен елемент е съставен от един-единствен вид атоми. Думата атом (от гръцки, ἄτομος – „неделим“) по това време обозначава най-малката частица вещество, но скоро физиците откриват, че атомите съвсем не са фундаментални, а са изградени от още по-малки частици. Откритията в началото на XX век в ядрената и квантовата физика правят възможно осъществяването през 1939 г. на ядрен разпад от Лиза Майтнер (въз основа на опитите на Ото Хан) и термоядрения синтез от Ханс Бете. Двете открития позволяват впрягането на атомната енергия за мирни и военни цели. През 50-те и 60-те години на XX век е открито разнообразие от елементарни частици при сблъсквания на  високоенергийни потоци.

## Стандартен модел
Текущото състояние на класификация на всички елементарни частици е обяснено от стандартния модел. Той описва силното и слабото ядрено взаимодействие, както и електромагнетизма, използвайки калибровъчни бозони. Калибровъчните бозони са 8 глуона, W-, W+ и Z бозони и фотони. Стандартният модел съдържа 24 фундаментални фермиона (12 частици с техните античастици), които изграждат всичката материя. Също така стандартния модел предсказва съществуването на вид бозон, познат като Хигс бозон. На 4 юли 2012 г. физици при Големия адронен ускорител в ЦЕРН съобщават, че са открили нова частица, която има поведение, до това, което се очаква от Хигс бозона.

## Експериментална физика на елементарните частици
Елементарните частици биват два вида – които се генерират в ускорители (колайдери) и наблюдавани в природата. Ускоряването на стабилни елементарни частици в ускорителя се извършва целенасочено до високи енергии и те се сблъскват помежду си или с неподвижна цел. В хода на такъв сблъсък е възможно да се получи много висока концентрация на енергия в микроскопичен обем, което води до раждането на нови, обикновено нестабилни частици. Изучавайки характеристиките на такива реакции (броя на частиците от определен вид, зависимостта на това количество от енергията, вида, поляризацията на първоначалните частици, от ъгъла на излъчване и т.н.), е възможно да се възстанови вътрешната структура на първоначалните частици, техните свойства и как те взаимодействат.
Неускорителната експериментална физика е процес на пасивно наблюдение на природата. При неускорителното наблюдение се изследват частици с естествен произход.